# Scheibenhard
Scheibenhard [ʃaibənaʁt] (französische Aussprache ohne h; deutsch Scheibenhardt) ist eine französische Gemeinde mit 864 Einwohnern (Stand 1. Januar 2021) im Département Bas-Rhin in der Europäischen Gebietskörperschaft Elsass und in der Region Grand Est.

## Geographie
Der Ort liegt an der deutsch-französischen Grenze. Am östlichen Rand des Gemeindegebiets endet mit der Autoroute A 35 (Autoroute des Cigognes) die zentrale Nord-Süd-Route des Elsass an der Grenze zu Deutschland, wo sie in die Bundesstraße 9 übergeht. Vom deutschen Ort Scheibenhardt ist der Ort durch den Fluss Lauter getrennt. Benachbart von Scheibenhard liegt Lauterbourg.

## Geschichte
Seit dem Wiener Kongress 1815 sind beide Orte getrennt, da die Lauter damals zur Staatsgrenze erklärt wurde. Von 1871 bis zum Ende des Ersten Weltkrieges gehörte auch das rechts der Lauter gelegene Scheibenhard als Teil des Reichslandes Elsaß-Lothringen zum Deutschen Reich und war dem Kreis Weißenburg im Bezirk Unterelsaß zugeordnet.
| Jahr      | 1910 | 1962 | 1968 | 1975 | 1982 | 1990 | 1999 | 2007 | 2017 |
| --------- | ---- | ---- | ---- | ---- | ---- | ---- | ---- | ---- | ---- |
| Einwohner | 396  | 319  | 355  | 414  | 432  | 513  | 675  | 846  | 822  |

## Wappen
| Wappen der Gemeinde Scheibenhard | Blasonierung: „Parti : au premier de gueules à la croix d’argent, au second d’argent au sapin arraché de sinople.“ |
| Wappen der Gemeinde Scheibenhard | |

## Sehenswürdigkeiten

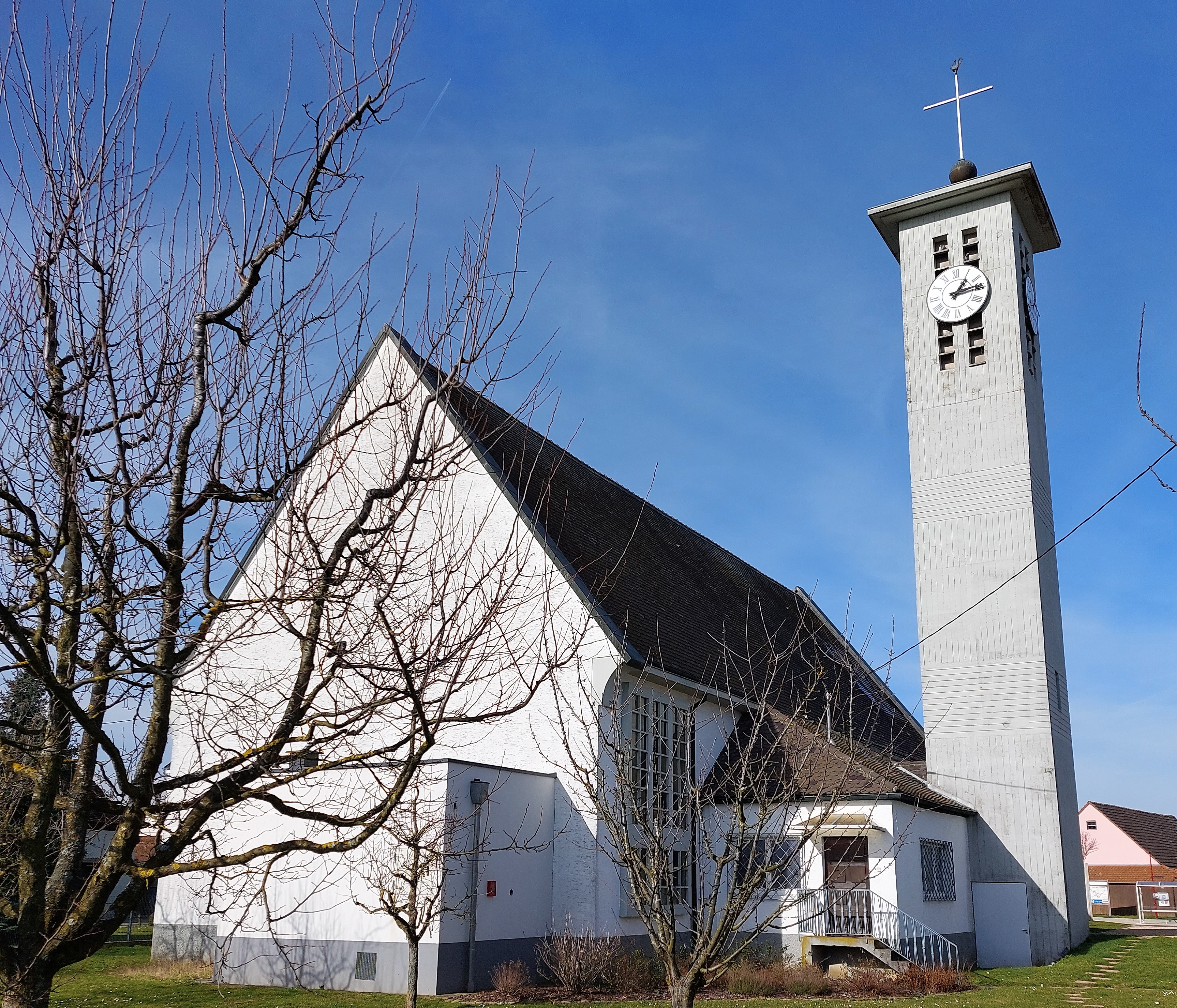
Katholische Pfarrkirche Saint-Georges mit Kirchturm

In der vom Architekten Maurice Delacourt geplanten katholischen Pfarrkirche Saint Georges befindet sich eine Orgel von Curt Schwenkedel aus dem Jahr 1965.

## Persönlichkeiten
Die Hochspringerin Melanie Skotnik (* 1982) lebt im Ort.
2002 wurde Gottfried Nisslmüller, der frühere Landrat des Landkreises Germersheim, zum Ehrenbürger ernannt.

## Trivia
In Scheibenhard und Scheibenhardt wurden fünf Folgen der 1980/81 erstausgestrahlten Fernsehserie Achtung Zoll! gedreht. Scheibenhardt hieß in der Serie „Effelstein“.